# Berliner Straße 43 (Trebbin)

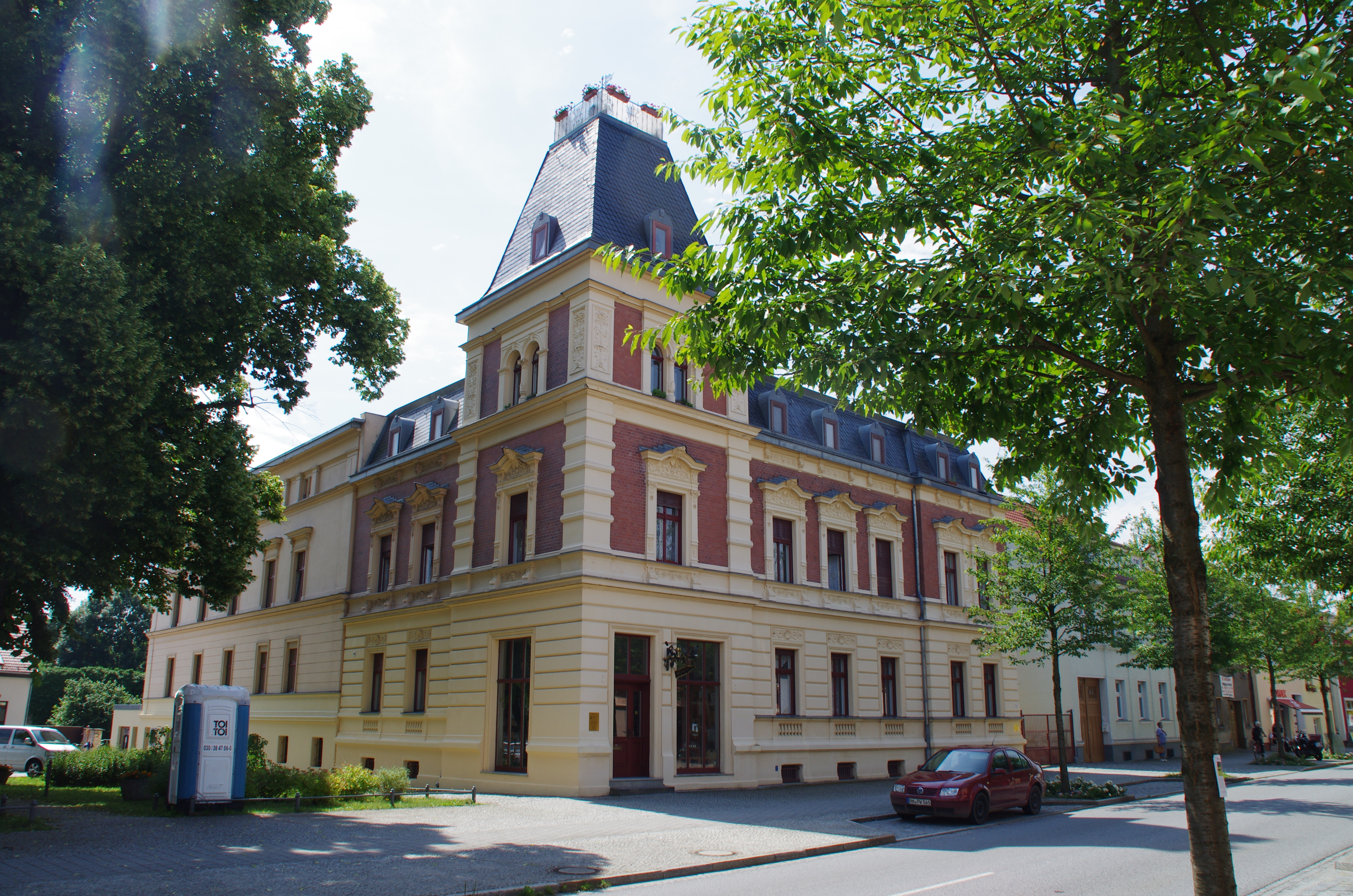
Berliner Straße 43

Das Gebäude Berliner Straße 43 ist ein Baudenkmal in der Stadt Trebbin im Landkreis Teltow-Fläming im Land Brandenburg.

## Architektur und Geschichte
Das vom Fabrikanten Schurig in Auftrag gegebene Eckwohnhaus wurde 1900 erbaut und befindet sich in der Berliner Straße Ecke Denkmalplatz. Es ist massiv aus Ziegeln errichtet und hat eine verputzte Fassade. Das zweigeschossige Gebäude ist in fünf Achsen gegliedert und hat ein Berliner Dach. Der Seitenflügel am Denkmalplatz hat 3½ Geschosse und fünf Achsen, die mit einem Pultdach abgedeckt sind.